# يوشيكي هاياما
يوشيكي هاياما (باليابانية: 葉山嘉樹) (12 مارس 1894 في اليابان - 18 أكتوبر 1945، منشوريا في الصين)؛ كاتب وروائي ياباني. درس في جامعة واسيدا.

## روابط خارجية
- يوشيكي هاياما على موقع IMDb (الإنجليزية)